# Andrzej Czok
Andrzej Czok (11. listopadu 1948, Zabrze – 11. ledna 1986, Kančendženga, Nepál) byl polský horolezec. V roce 1979 zdolal svou první osmitisícovku Lhoce. O rok později úspěšně vystoupil na nejvyšší horu světa Mount Everest novou cestou. Jeho partnerem byl tehdy Jerzy Kukuczka. Roku 1982 sólově vystoupil na Makalu. V roce 1985 opět s Kukuczkou jako první lidé zdolali Dhaulágirí v zimě. Czok utrpěl těžké omrzliny a přišel o pět prstů na nohou. Přesto se za rok opět vydal do Nepálu k pokusu o první zimní výstup na třetí nejvyšší horu světa Kančendžengu. Kukuczka a Wielicki úspěšně zdolali vrchol, avšak Czok trpěl výškovou nemocí a ve stejný den, kdy byl zdolán vrchol po příchodu do IV. výškového tábora omdlel a krátce na to zemřel. Byl pohřben v ledovcové trhlině na jižní stěně Kančendžengy.

## Úspěšné výstupy na osmitisícovky
- 1979 – Lhoce (8516 m)
- 1980 – Mount Everest (8849 m)
- 1982 – Makalu (8465 m)
- 1985 – Dhaulágirí (8167 m)

## Další úspěšné výstupy
- 1974 Mont Blanc (4808 m)
- 1975 Pik Lenina (7134 m)
- 1978 Eiger (3970 m)
- 1978 Finsteraarhorn (4274 m)
- 1978 Qullai Ismoili Somonī (7495 m)
- 1978 Štít Korženěvské (7105 m)